# Hendrik van Gimnig
Hendrik van Gimnig ( — Kortenhoef, 28 juni 1781) was een Haarlemse patroontekenaar werkzaam in de katoendrukkerijen. Van Gimnig speelde in de zomer van 1748 een belangrijke rol in de Doelistenbeweging als de meest prominente leider van de radicale Doelistische stroming. 
- International Standard Name Identifier: 0000 0003 9285 1058
- Nederlandse Thesaurus van Auteursnamen: 158239474
- Virtual International Authority File: 286993220
- WorldCat: E39PCjHDGc4BcV7yRkXW6v9g4y